# أنطوان نيكولا كولير
أنطوان نيكولا كولير (بالفرنسية: Antoine Nicolas Collier)‏ هو عسكري فرنسي، ولد في 3 ديسمبر 1745 في Crécy-la-Chapelle ‏ في فرنسا، وتوفي في 27 نوفمبر 1793 في باريس في فرنسا بسبب مقصلة.